# Gusborn
Gusborn är en kommun i Landkreis Lüchow-Dannenberg i förbundslandet Niedersachsen i Tyskland. Kommunen bildades 1 juli 1972 genom en sammanslagning av de tidigare kommunerna Groß Gusborn, Klein Gusborn, Quickborn, Siemen och Zadrau.
Kommunen ingår i kommunalförbundet Samtgemeinde Elbtalaue tillsammans med ytterligare nio kommuner.